# 豆袋

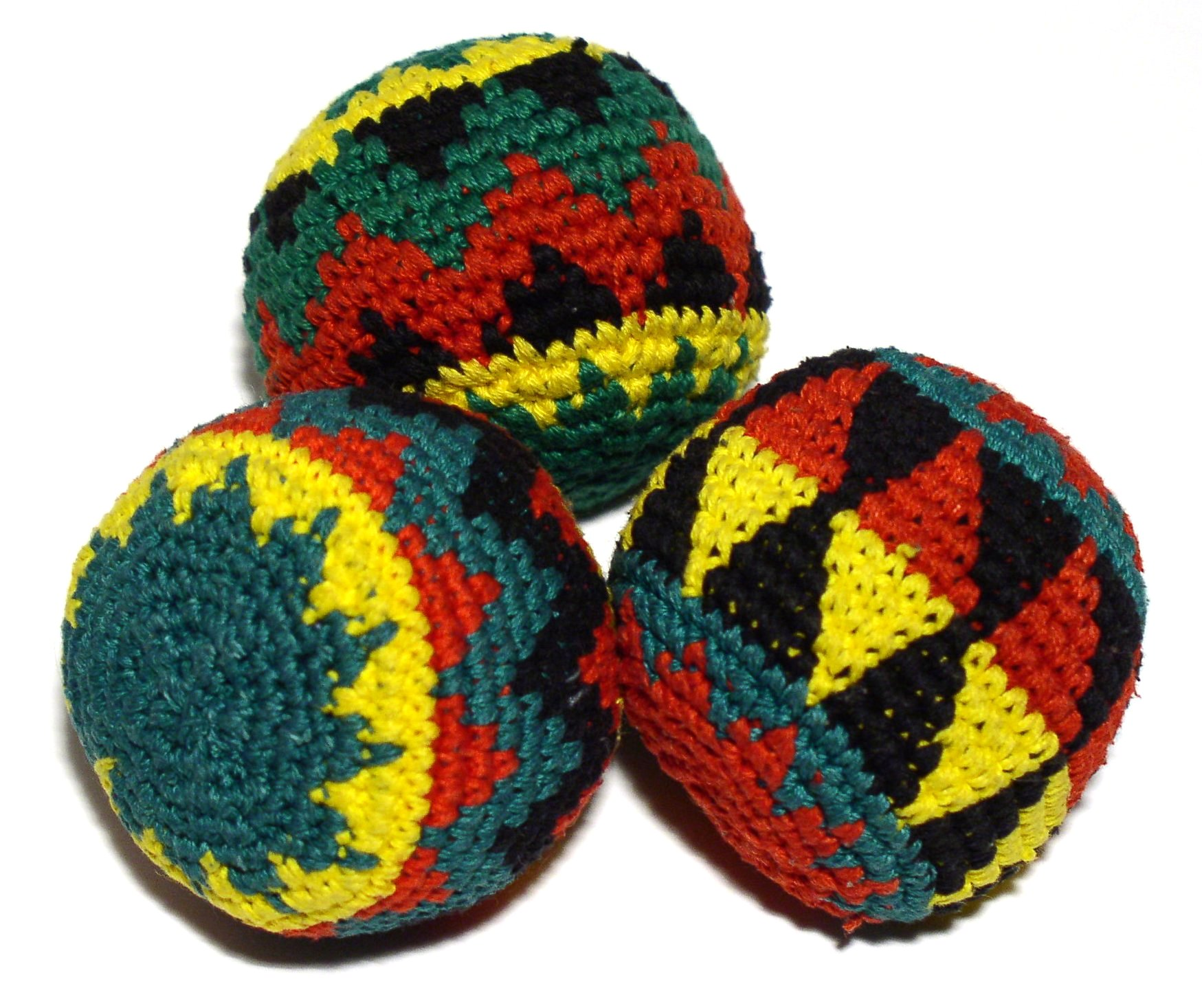
小型豆袋是丢掷技的常用道具

豆袋 (英語：或）是任何内部填充了干燥豆类、谷粒（比如玉米粒和大米）、塑料颗粒、聚苯乙烯或聚丙烯泡沫塑料等颗粒状物的密封袋子。豆袋通常被用于投掷类休闲运动，但也可用来稳定各种物体的姿态，以及一些其它特殊用途。

## 用途

### 游戏
- 杂技中的丢掷技（juggling）经常用豆袋代替球类；
- 踢沙包（footbag）游戏中经常使用豆袋而不是沙袋，因为较大的颗粒更不容易从缝合的间隙中漏出；
- 扔沙包（bean bag toss或cornhole）是北美一种较受欢迎的草地运动，与扔蹄铁和扔绳圈相似；
- 在烤盘足球（美式足球和加式足球）中，豆袋经常被裁判用来临时标记控球权交换的场上位置；
- 在美国小学中，豆袋常被用来作为躲避球的安全替代品。相似的民间运动在中国东北地区也有，称为“打口袋”。

### 稳定物体

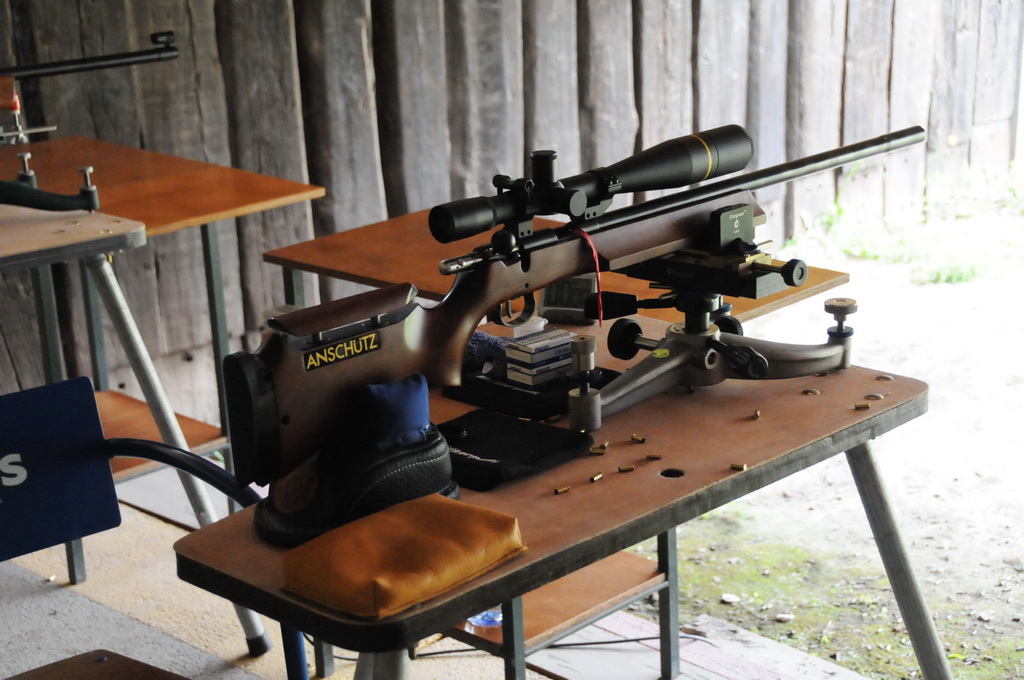
一把用于桌台射击的安许茨1903步枪，前托被夹固在机械枪架上，后托由豆袋支撑

#### 外科
在外科手术（特别是胸外科）中，豆袋可以用来固定病人在手术台上的姿态（比如侧卧）防止在手术过程中出现翻滚和滑动，并且将体重更加均匀分布。外科用的豆袋通常内充聚苯乙烯颗粒，在使用时用负压将袋内的空气抽出使得豆袋因为颗粒相互挤压而硬化，在手术结束后再打开阀门让空气重新进入袋内使其软化。这种豆袋通常用柔软的防水材料制造，可以在清洗后重复使用。

#### 摄影
在没有三脚架的情况下，小型豆袋可以用来作为在桌台、岩石、树杈等不平的表面上支撑摄影器材并稳固其直立姿态的工具。

#### 射击运动
在追求高精度的射击运动（比如桌台射击、远程射击，和一些实用射击项目）中，豆袋常常被用来支撑步枪的前托并适应各种不平的地形和障碍物；或者支撑后托配合两脚架使用，通过挤压袋子进行对枪械瞄准的微调。

### 家具

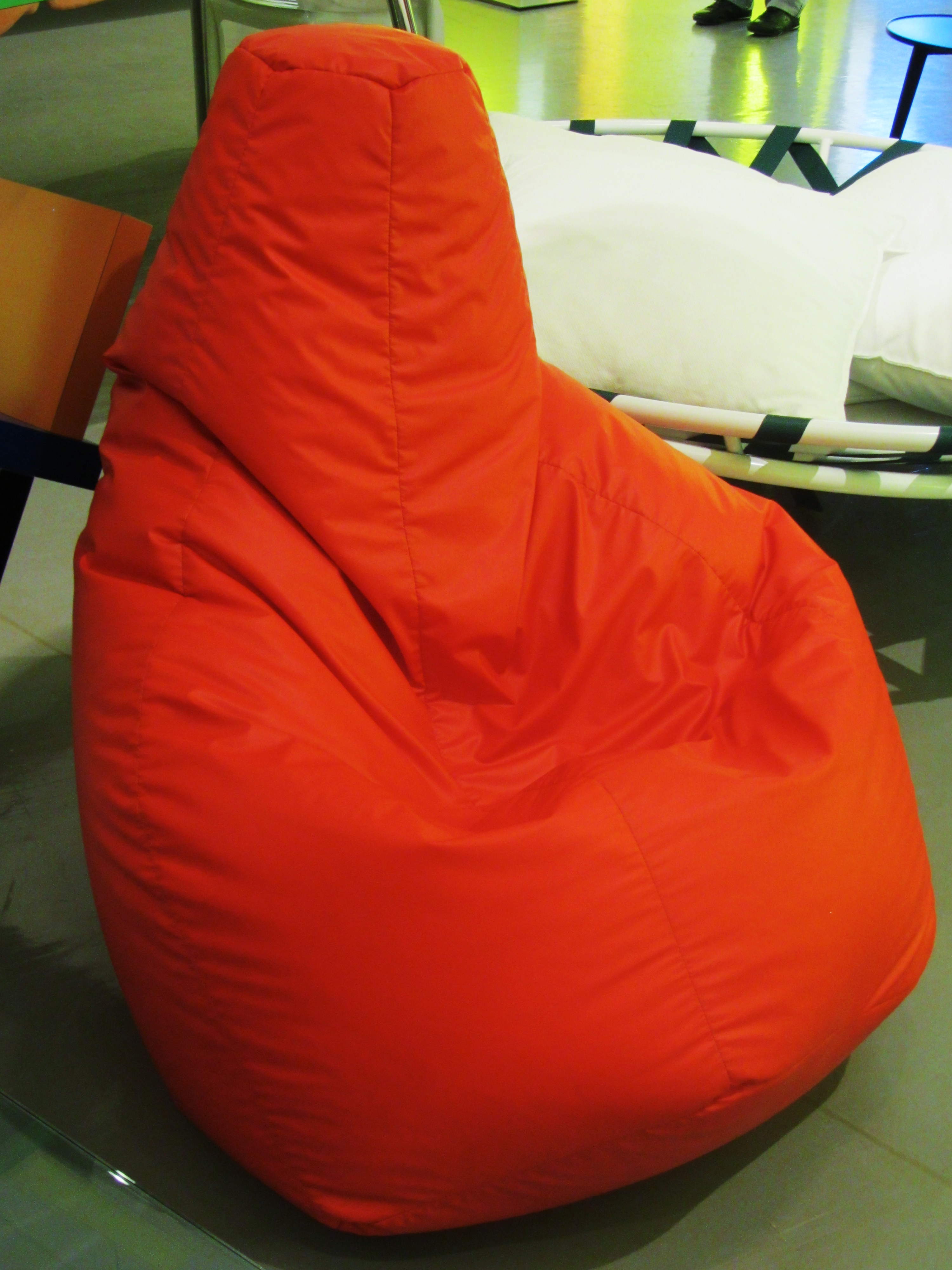
1968年设计的豆袋椅

意大利家具公司Zanotta在1969年上市了一款豆袋结构的安乐椅，皮耶罗·加蒂 （Piero Gatti） 、切萨雷·宝利诺（Cesare Paolini）和弗兰克·泰奥多西奥（Franco Teodoro）三人设计，称作“Sacco”（意思是“麻袋”）。据说三位设计师发现当时公司里的员工在抽空喝咖啡或抽烟的时候喜欢倚坐在装满了挤塑聚苯乙烯的口袋上，因而得到设计灵感。最早的豆袋椅为梨形，内充泡沫塑料，至今仍在生产销售。
豆袋椅的材料可以是皮革、绒面革、灯芯绒或仿真毛皮，而室外使用的豆袋椅通常使用防水的聚酯材料，较大的豆袋椅甚至可以用来当成沙发的廉价替代品。豆袋椅的充填物设计使其可以更好的迎合人体的形状和姿态，并将压力分散到更大的面积上，更有利于防止压疮和颈部僵硬。有一些产品可以用来缓解婴儿肠绞痛和扁平头。
一些豆袋椅装有拉链可以让使用者更换充填物。但在2014年8月，美国路易西安那州的 Ace Bayou Corp不得不召回220万件豆袋椅，因为有儿童打开拉链爬入袋内，使得两个儿童因为吸入泡沫塑料颗粒而窒息死亡。

### 其它用途
- 豆袋弹是镇暴行动中防暴警察使用的一种非致命性弹药；
- 机器人设计中有时会使用豆袋作为机械臂用来抓握物体的接触面[4]。